# DADGAD
D A D G A D, або Кельтський стрій — це альтернативний гітарний стрій, що найбільше асоціюється з кельтською музикою, хоча його також застосовують у році, металі, джазі, ф'южні та деяких інших музичних жанрах. Цей стрій є однією з форм відкритого гітарного строю. Замість стандартного гітарного строю E2 A2 D3 G3 B3 E4, струни гітари настроюють як D2 A2 D3 G3 A3 D4. Перестроювання гітари зі стандартного строю у D A D G A D здійснюють опусканням першої, другої та шостої струн на цілий тон (два лади). У результаті отримуємо акорд відкритих струн (ре затриманий акорд) Dsus4. Від акорду D (ре-мажор) його відрізняє зсунутий до кварти середній звук (дивись затриманий акорд). Тому цей акорд відкритих струн є ні мажорним, ні мінорним.
Знову ж таки, оскільки акорд відкритих струн не містить терцію (яку замінено на кварту), то цей стрій зручно використовувати для музики без чітко вираженого мажорно-мінорного забарвлення, що є прикладом, так званої, модальної музики.

## Історія
Стрій D A D G A D популяризував британський фолк-гітарист Деві Грем. 
Натхненний прослуховуванням гри музикантів на уді в Марокко, Грем експериментував в перестроюванні деяких гітарних струн зі стандартного строю (E2 A2 D3 G3 B3 E4) у D2 A2 D3 G3 A3 D4, або D A D G A D. Він застосовував цей стрій задля більшого ефекту та зручності при виконанні кельтської музики, а також фолк-музики Індії та Марокко. 
Першими гітаристами в ірландській традиційній музиці, хто використовував цей стрій, були Майкл О'Домхнейл та Девід Спраул. Сьогодні це дуже розповсюджений гітарний стрій у цьому жанрі. 
Інші відомі гітаристи, які часто та активно використовують цей стрій є: Ал Петвей, Алістер Галетт, Арті Траум, Бен Кезні, Берт Янш, Джеф Твіді, Джиммі Пейдж, Дік Ґукен, Енді МакКі, Ерік Рош, Імаад Васіф, Котаро Ошіо, Лоренс Джубер, Лука Блум, Марк Козелек, Масаакі Кішібе, Міднайт, П’єр Бенсусен, Пол МакШері, Річард Томпсон, Рорі Галлагер, Стен Роджерс, Тоні МакМанус, Трей Анастейжо, гурт Russian Circles, гурт Sevendust (понижений стрій). Це лише деякі з них. Англійський фолк-музикант Мартін Карсі зараз переважно використовує споріднений стрій, C G C D G A, еволюцію якого зі строю D A D G A D він описав у своїй книзі. 
Придатність строю D A D G A D для гри кельтської музики викликана тим, що полегшує використання великої кількості пересувних акордів, які містять відкриті струни. Це діє як бурдон (або дрон-нота) як на басових, так і на високих струнах, наближуючи звучання до традиційної шотландської та ірландської  музики на волинці.

## Відомі пісні
- Led Zeppelin — Kasmir
- Jimmy Page — White Summer
- Ed Sheeran — Photograph
- Neil Young — Goin’ Back
- Fionn Regan — Abacus
- All Time Low — Dear Maria, Count Me In Acoustic
- Fink — All Cried Out
- Ben Howard — In Dreams
- Jon Foreman — Your Love Is Enough
- Meadows — The Only Boy Awake
- Slipknot — Circle
- Stu Larsen — By The River
- Justin King — Knock On Wood
- Pierre Bensusan — Merrily Kissed The Quaker
- Johnny Cash — Aint No Grave
- Tony McManus — Si Bheag Si Mhor
- Colin Hay — Norwegian Wood
- John Martyn — Bless The Weather
- Russian Circles — Xavii